# Synsphyronus bounites
Espèce
Synsphyronus bounites est une espèce de pseudoscorpions de la famille des Garypidae.

## Distribution
Cette espèce est endémique d'Australie. Elle se rencontre en Nouvelle-Galles du Sud vers le mont Kosciusko et au Victoria sur le mont Pilot.

## Description
Le mâle holotype mesure 3,4 mm et la femelle paratype 3,7 mm.

## Publication originale
- Harvey, 1987 : A revision of the genus Synsphyronus Chamberlin (Garypidae: Pseudoscorpionida: Arachnida). Australian Journal of Zoology, Supplementary Series, no 126, p. 1-99.